# Folketingswahl 1950
- Kommunisten (K): 7
- Sozialdemokraten (A): 59
- Sozialliberale (B): 12
- Gerechtigkeitsbund (E): 12
- Färöer: 2
- Liberale Partei (V): 32
- Konservative (C): 27

Die Folketingswahl 1950 war die 45. Wahl zum dänischen Parlament Folketing. Sie fand am 5. September 1950 statt, außer auf den  Färöern, wo erst am 14. Oktober 1950 gewählt wurde. Bei der Wahl wurden 151 Abgeordnete, 149 vom Festland und 2 von den Färöern, ins Folketing gewählt. Wahlsieger waren die Sozialdemokraten mit 59 Sitzen. Die Wahlbeteiligung betrug 81,9 % in Dänemark und nur 22 % auf den Färöern.

## Ergebnis
| Partei                                | Stimmen   | Prozent | Mandate | +/- |
| ------------------------------------- | --------- | ------- | ------- | --- |
| Sozialdemokraten                      | 813.224   | 39,6 %  | 59      | +2  |
| Liberale                              | 438.188   | 21,3 %  | 32      | −14 |
| Konservative                          | 365.236   | 17,8 %  | 27      | +10 |
| Retsforbundet                         | 168.784   | 8,2 %   | 12      | +6  |
| Radikale Venstre                      | 167.969   | 8,2 %   | 12      | +2  |
| Kommunisten                           | 94.523    | 4,6 %   | 7       | −2  |
| Slesvigske Parti Schleswigsche Partei | 6.406     | 0,3 %   | 0       | ±0  |
| ungültige Stimmen                     | 5.614     | ---     | ---     | --- |
| Insgesamt                             | 2.089.944 | 100%    | 149     | +1  |

| Partei            | Stimmen | Prozent | Mandate | +/- |
| ----------------- | ------- | ------- | ------- | --- |
| Unionsten         | 1.686   | 46,6 %  | 1       | ±0  |
| Sozialdemokraten  | 1.394   | 38,6 %  | 1       | +1  |
| Selbstverwaltung  | 535     | 14,8 %  | 0       | 0   |
| Volkspartei       | 0       | 0 %     | 0       | −1  |
| ungültige Stimmen | 30      | ---     | ---     | --- |
| Insgesamt         | 3.645   | 100 %   | 2       | ±0  |